# ヘルムート・ザイブト
ヘルムート・ザイブト（Helmut Seibt、1929年6月25日 - 1992年7月21日）は、オーストリア出身の男性フィギュアスケート選手。1952年オスロオリンピック男子シングル銀メダリスト。1951年、1952年ヨーロッパフィギュアスケート選手権優勝。

## 経歴
- 1948年サンモリッツオリンピックに出場し9位。
- 1951年、1952年ヨーロッパフィギュアスケート選手権優勝。
- 1952年オスロオリンピックで銀メダルを獲得。

## 主な戦績
| 大会/年      | 1947-48 | 1948-49 | 1949-50 | 1950-51 | 1951-52 |
| ------------ | ------- | ------- | ------- | ------- | ------- |
| オリンピック | 9       |         |         |         | 2       |
| 世界選手権   | 7       | 5       | 4       | 3       | 4       |
| 欧州選手権   | 7       | 3       | 2       | 1       | 1       |